# قطعنامه ۸۴۷ شورای امنیت
قطعنامه ۸۴۷ شورای امنیت سازمان ملل متحد که در تاریخ ۳۰ ژوئن ۱۹۹۳ تصویب شد، سندی بین‌المللی دربارهٔ یوگسلاوی است. این قطعنامه طی نشست ۳۲۴۸ام با ۱۵ رای موافق، ۰ مخالف و ۰ ممتنع تصویب شد.